# عبد العزيز القحطاني
عبد العزيز حسين القحطاني (بالإنجليزية: Abdulaziz Hussain Al-Qahtani )‏؛ مواليد 20 فبراير 1993 في السعودية، هو لاعب كرة قدم سعودي.

## مسيرة اللاعب
مر الحارس بعدة محطات في الفئات السنية في نادي الاتحاد ونادي الاتفاق ونادي الهلال ونادي نجران و بعدها لعب في نادي الدرعية ونادي وج ونادي الحزم ونادي الكوكب ونادي النجوم ونادي الريان ونادي جدة ونادي عفيف.